# Martin Barták

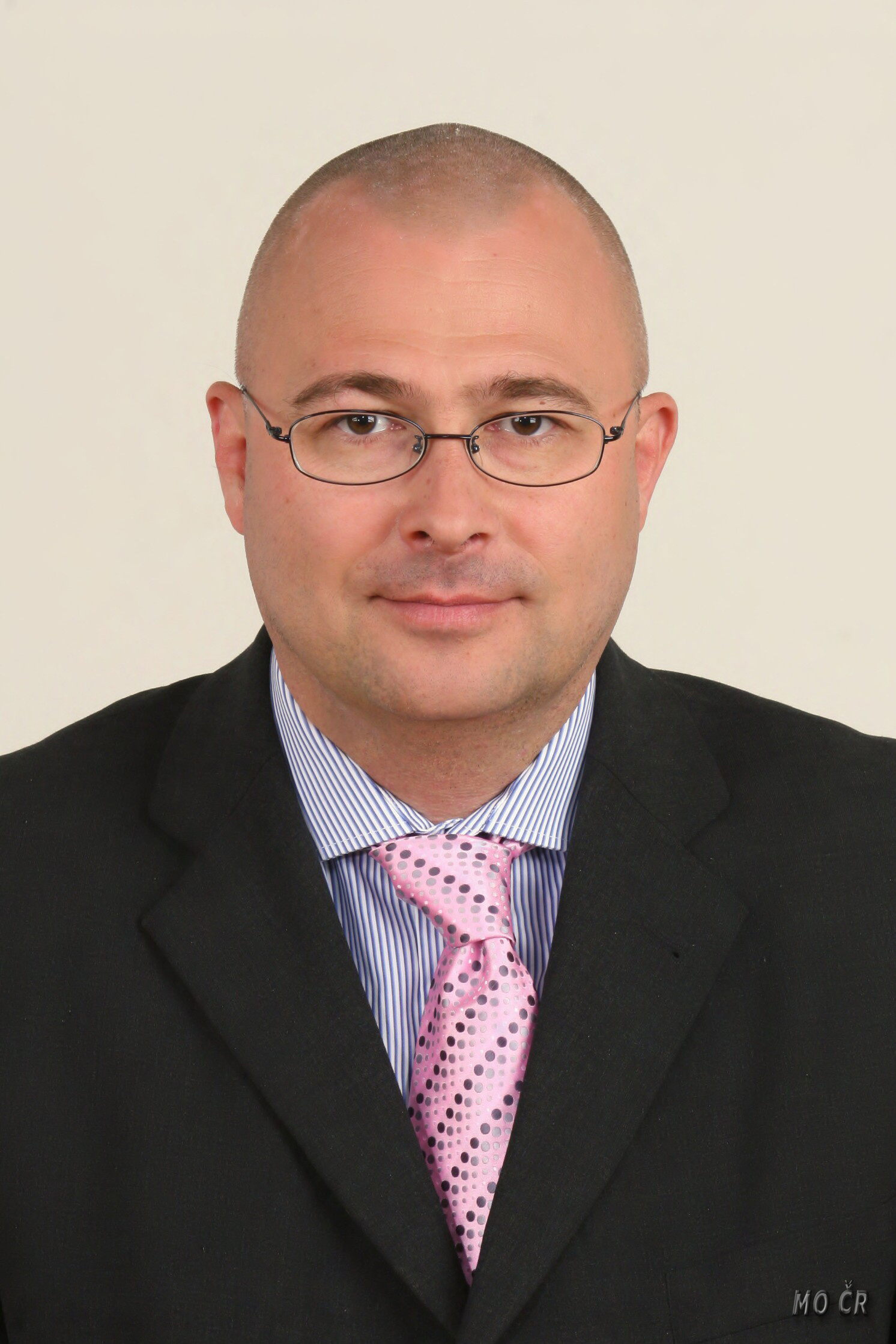
Martin Barták

Martin Barták (* 14. Februar 1967 in Prag) ist ein tschechischer Neurochirurg und Politiker. Er war von 2009 bis 2010 Verteidigungsminister in der Regierung Jan Fischer.

## Leben
Barták studierte von 1986 bis 1992 an der 1. Medizinischen Fakultät der Karls-Universität in Prag. Zwischen 1989 und 2004 absolvierte er postgraduale Studienaufenthalte in Harvard, Oxford und Hannover. Von 1992 bis 2006 arbeitete er in Prag als Neurochirurg.
2000 wurde Barták Berater des stellvertretenden Vorsitzenden der ODS Petr Nečas für Sicherheit und Verteidigung. Von 2006 bis 2009 war er Stellvertreter von Verteidigungsministerin Vlasta Parkanová.
Vom 8. Mai 2009 bis 13. Juli 2010 war Barták Verteidigungsminister im Expertenkabinett von Jan Fischer.
Im November 2011 wurde Barták wegen verdächtiger Militäraufträge angeklagt. Ihm wurde Korruption beim Kauf von Tatra-Geländewagen für die Armee vorgeworfen. Im Jahr 2014 sprach ihn das Oberste Gericht in Prag frei.